# Малайская чесночница
Малайская чесночница (лат. Megophrys aceras) — вид бесхвостых земноводных из семейства Megophryidae, обитающий в Юго-Восточной Азии.

## Описание
Длина самцов от 48 до 57 мм, самок – от 67 до 86 мм. Голова короткая, с широкой закруглённой мордой. Глаза большие, с вертикальными зрачками и оранжевой радужной оболочкой. Над глазами хорошо заметны небольшие заострённые выросты. Широкая височная область отграничена кожными гребнями. Туловище массивное с короткими толстыми лапами. Кожа гладкая с отдельными редкими бугорками по бокам туловища. 
Окрас обычно однотонный — желтоватый или бурый, иногда с нечёткими тёмными полосами на голове и задних лапах.

## Образ жизни
Населяет равнины и предгорья, придерживается первичных тропических лесов. Встречается на высоте от 150 до 1500 м над уровнем моря. Активна ночью. День проводит в укрытиях, под стволами поваленных деревьев или зарывшись в листовую подстилку. Питается различными беспозвоночными, иногда мелкими грызунами.

## Размножение
Это яйцекладущее земноводное.

## Распространение
Обитает на юге Таиланда, Малаккском полуострове и на острове Суматра.